# Torrino

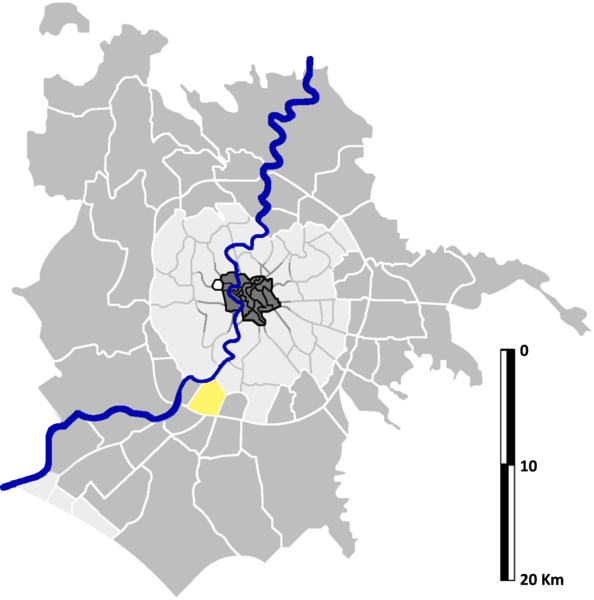
Lage von Torrino in Rom

Torrino bezeichnet die 27. Zone, abgekürzt als Z.XXVII, der italienischen Hauptstadt Rom. Im Gegensatz zu den Rioni, Quartieri und Suburbi sind es die ländlicheren Gebiete von Rom. Sie gehört zum Municipio IX und zählt 36.170 Einwohner (2016). Sie befindet sich im Südosten der Stadt innerhalb der römischen Ringautobahn A90 und hat eine Fläche von 6,4317 km².

## Geschichte
Torrino wurde am 13. September 1961 durch Beschluss des Commissario Straordinario gegründet. Damals wurde der Ager Romanus in 59 Zonen geteilt, denen eine römische Zahl zugeteilt wurde und ein Z vorgestellt wurde. Davon wurden sechs an die neugegründete Gemeinde Fiumicino komplett ausgegliedert und drei weitere teilweise.